# Nieciecz (województwo lubelskie)
Nieciecz – wieś w Polsce położona w województwie lubelskim, w powiecie puławskim, w gminie Puławy.
Wieś królewska w dzierżawie gołąbskiej w powiecie lubelskim województwa lubelskiego w 1786 roku. 
W latach 1975–1998 miejscowość położona była w województwie lubelskim.
Wieś stanowi sołectwo gminy Puławy. Według Narodowego Spisu Powszechnego z roku 2011 wieś liczyła 81 mieszkańców.